# دریاچه ایسئو
دریاچه ایسئو (به ایتالیایی: Lago d'Iseo) یک دریاچه در ایتالیا است که در لمباردی واقع شده‌است.